# 村井長朝
村井 長朝（むらい ながとも、元和6年（1620年） - 明暦元年12月4日（1655年12月31日）） は、加賀藩重臣。加賀八家村井家第4代当主。
父は加賀藩家臣村井長家。子は村井親長。通称は兵部。初名は長任。本姓は平氏（桓武平氏）。家紋は「丸ノ内上羽蝶」。

## 生涯
元和6年（1620年）、村井長家の子として金沢に生まれる。寛永14年（1637年）、父の隠居により家督と知行1万6269石を相続する。寛永18年（1641年）の春香院の死去により、寛永19年（1642年）にその化粧領から300石を相続し、知行高1万6569石となる。
寛永20年（1643年）、金沢東照宮創建の際に、神霊の奉迎使として江戸に下向する。明暦元年（1655年）12月4日、小松で死去。享年36。